# Lee Cummard
Lee Cummard (Mesa, Arizona, 31. ožujka 1981.) američki je profesionalni košarkaš. Igra na poziciji niskog krila, a trenutačno je član berlinske ALBA-e. Prijavio se na NBA draft 2009., ali nije bio izabran od strane nijedne momčadi. U dresu Phoenix Sunsa sudjelovao je na Ljetnoj ligi 2009. godine. 

## Srednja škola
Cummard je igrao za srednju školu Mesa High School. 2004. postao je igračem godine Arizone i bio u užem izboru za McDonald's All-American momčad. U sezoni 2003./04. kao igrač posljednje godine s prosječnih 20 poena, 5.5 skokova i 3.5 asistencija, predvodio je svoju momčad do naslova 5A državnog prvaka. 

## Sveučilište
Kao igrač prve godine na sveučilištu Brigham Young, Cummard je odigrao 14 utakmica, prosječno postizajući 4.9 poena uz 45.5% šuta iz igre, 39.5% za tricu i 76.5% s linije slob. bacanja. Učinak sezone od 6 poena (2/3 za tricu), 4 skoka i 4 asistencije za 19 odigranih minuta postigao je protiv sveučilišta TCU. Na drugoj godini svih 34 utakmice odigrao je u startnoj petorci i prosječno postizao 9.4 poena po utakmici. Tijekom sezone osam puta je bio najbolji skakač i asistent, te dva puta najbolji strijelac svoje momčadi. Predvodio je sveučilište do omjera 25-9 i naslova Mountain West konferencije. 
Na trećoj godini bio je prvi strijelac, skakač i asistent momčadi, te odveo sveučilište do uzastopnog naslova Mountain West konferencije. Na posljednjoj četvrtoj godini u prosjeku je postizao 16.8 koševa, 6.5 skokova, 3.8 blokada, te po jednu asistenciju i ukr. loptu za 32.8 minuta provedenih na parketu. Šut za dva mu je u prosjeku bio na 55.8%, a za tri 38.7%. Izabran je u prvu petorku konferencije i četvrtu All-American momčad. Uz to dobio je brojna druga sveučilišna priznanja. 

## Karijera
Iako se prijavio se na NBA draft 2009. i bio smatran prospektom drugog kruga drafta, Cummard je ostao nedraftiran igrač. U dresu Phoenix Sunsa na Ljetnoj ligi u Las Vegasu 2009. pokušao izboriti NBA ugovor, ali je tijekom cijelog turnira odigrao samo 3 minute protiv Toronto Raptorsa.  6. kolovoza 2009. potpisao je ugovor s njemačkom ALBA-om iz Berlina.

## Vanjske poveznice
- Profil  Arhivirana inačica izvorne stranice od 31. siječnja 2009. (Wayback Machine) na DraftExpress.com